# Школа № 201 (Москва)
Школа № 201 ордена Трудового Красного Знамени имени Героев Советского Союза Зои и Александра Космодемьянских — государственное бюджетное общеобразовательное учреждение города Москвы. Расположена в Войковском районе Северного административного округа. Носит имена Героев Советского Союза Зои и Александра Космодемьянских, которые учились в этой школе. Старое здание школы имеет статус объекта культурного наследия федерального значения.

## Образование
По состоянию на 2015 год, гимназия предоставляет начальное, основное и среднее общее образование (нормативный срок обучения — 4 года каждое). К гимназии присоединены детские сады № 2410 и 2530, в которых реализуется дошкольная программа общего образования. Предусмотрен ряд образовательных программ дополнительного образования, а также имеются платные образовательные услуги.
С 2010 года гимназия является базовой школой Северного окружного управления образования города Москвы по социально-гуманитарному профилю обучения.
Гимназия сотрудничает по научно-методическим направлениям как с вузами (МПГУ, МГППУ, МГТУ ГА), так и с научными учреждениями (ИП РАН, ПИ РАО). В гимназии совместно с вузами реализуется дистанционное обучение в рамках программы поддержки одарённых детей. В 2013—2014 учебном году в гимназии было 593 ученика. По данным на начало 2015 года, средняя зарплата учителей гимназии составляла 63 647,60 руб.
Преподавание ведётся на русском языке.

## История

Памятник «Ученикам и учителям школы № 201, погибшим за Родину в годы Великой Отечественной войны»

Годом основания школы считается 1918. В том году в посёлке при станции Подмосковная была открыта начальная железнодорожная школа для детей железнодорожников. Первоначально там работала всего одна учительница, Анна Ивановна Шестова. В 1920-е годы школа переехала в новое помещение — бывший дом купца Кунина. Здание имело два этажа, его окна украшали резные наличники. Училище получило статус школы второй ступени. По данным на 1925 год, там учились 500 детей. В 1928 году школа переходит в ведение Наркомпроса и становится школой № 10 Октябрьского района. В 1932 году в ней училось уже 1800 человек. В 1933—1935 годах для школы по проекту архитекторов И. А. Звездина и А. И. Антонова было построено новое здание. К этому зданию вскоре была сделана пристройка. В 1937 году школа получила № 201. Рядом со школой благодаря стараниям директора Н. В. Кирикова был разбит сад площадью 2,6 га с яблонями, вишнями, кустами розы и малины. Этот сад описал в 1941 году в газете «Правда» детский писатель Лев Кассиль.
Более 160 выпускников школы участвовали в Великой Отечественной войне, 58 учеников и 4 учителя погибли в боях. Четыре ученика школы получили звание Героя Советского Союза: Зоя Космодемьянская, Александр Космодемьянский, Георгий Лашин и Павел Гражданинов. В школе учились в будущем народные артисты РСФСР Галина Карева и Лев Лещенко.
В 1944 году школе было присвоено имя Зои Космодемьянской. 22 марта 1956 года указом Президиума Верховного Совета школа получила имя Зои и Александра Космодемьянских. В 1960 году школа получила статус памятника истории. 30 сентября 1966 года школа была награждена орденом Трудового Красного Знамени «за успехи, достигнутые в обучении и воспитании подрастающего поколения».
В 1960 году директором школы стал ветеран Великой Отечественной войны Н. А. Борисов. Благодаря организованной им поисковой работе 29 ноября 1961 года был открыт Мемориальный зал Зои и Александра Космодемьянских, позднее ставший музеем истории школы. Подвиг бывших учеников школы был одной из основных воспитательных тем. Большое внимание придавалось встречам с участниками боевых действий. 13 сентября и 29 ноября, в дни памяти Зои Космодемьянской, в школе собирались бывшие воспитанники. Из числа учеников на этих встречах присутствовали корреспонденты, которые собирали материалы для стенгазеты и для сборника «Прикасаясь к подвигу», посвящённому выпускникам школы — героям войны. В 1981 году на школьном дворе был установлен памятник «Ученикам и учителям школы № 201, погибшим за Родину в годы Великой Отечественной войны» (скульптор О. А. Иконников, архитектор К. С. Шехоян).
Школа поддерживала связь с бывшими выпускниками с целью укрепления традиций. В школе был стенд с фотографиями выпускников и информацией об их трудовых успехах. В школе периодически проходили спектакли ученического театра.
В 2000 году для школы рядом по типовому проекту И-1577А было построено новое здание. В 2006 году школа № 201 получила статус гимназии. В том же году школа оказалась в числе победителей национального проекта «Образование».
Ежегодно с 2003 года в школе проводятся городские Педагогические чтения памяти З. Н. Кулаковой, целью которых является «осмысление творческого опыта учителей-практиков и распространение традиционного и нового в современном российском образовании». С 2008 года в гимназии проводится фестиваль проектно-исследовательских работ учащихся «Межпредметная ассамблея социокультурных исследований» («МАСКИ»).
В 2014 году в результате реорганизации к гимназии № 201 были присоединены детские сады № 2410 и 2530. 1 сентября 2017 года на фасаде школы были установлены мемориальные доски Героям Советского Союза Павлу Гражданинову и Георгию Лашину.

## Старое здание

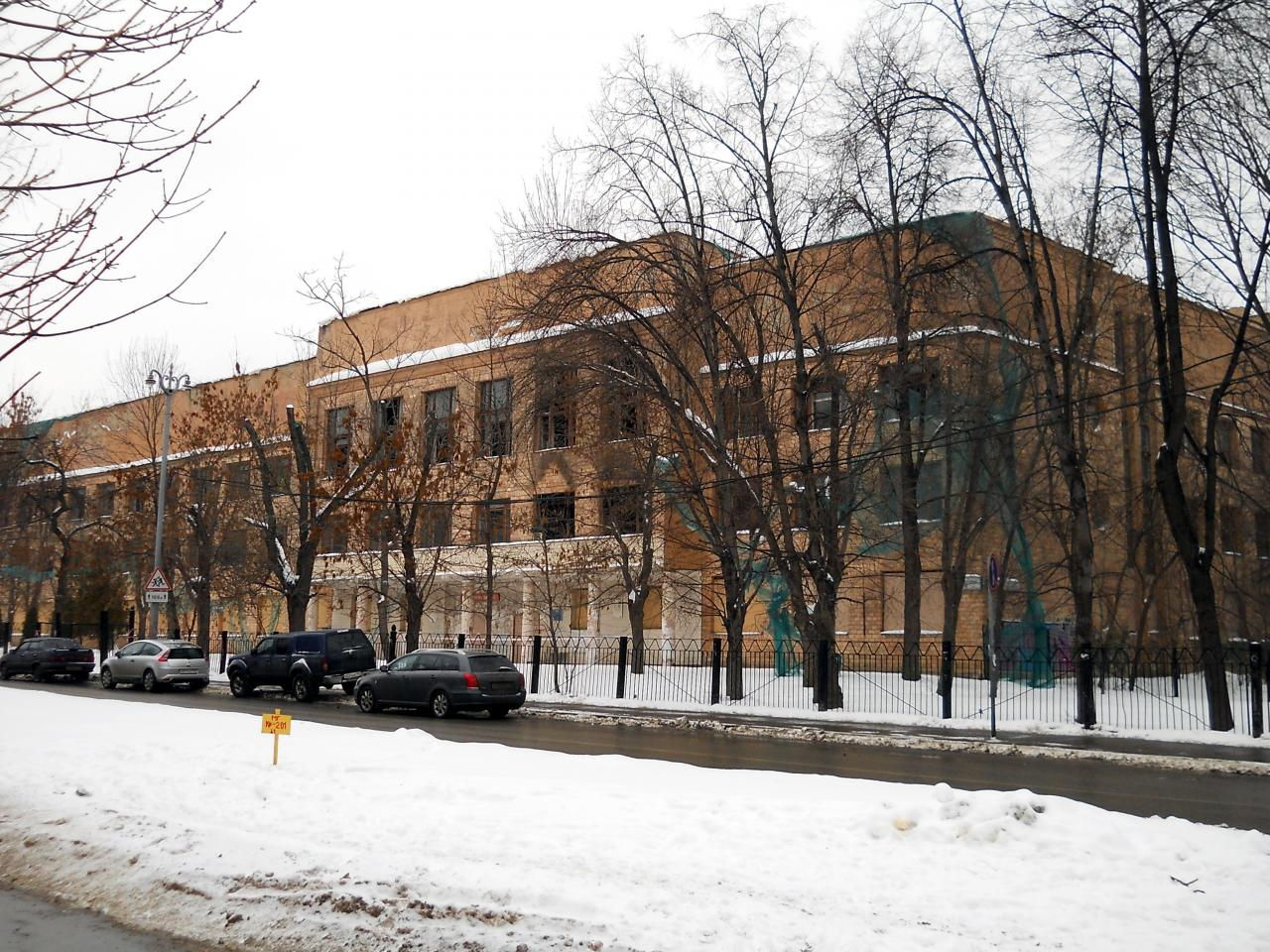
Старое здание до реконструкции

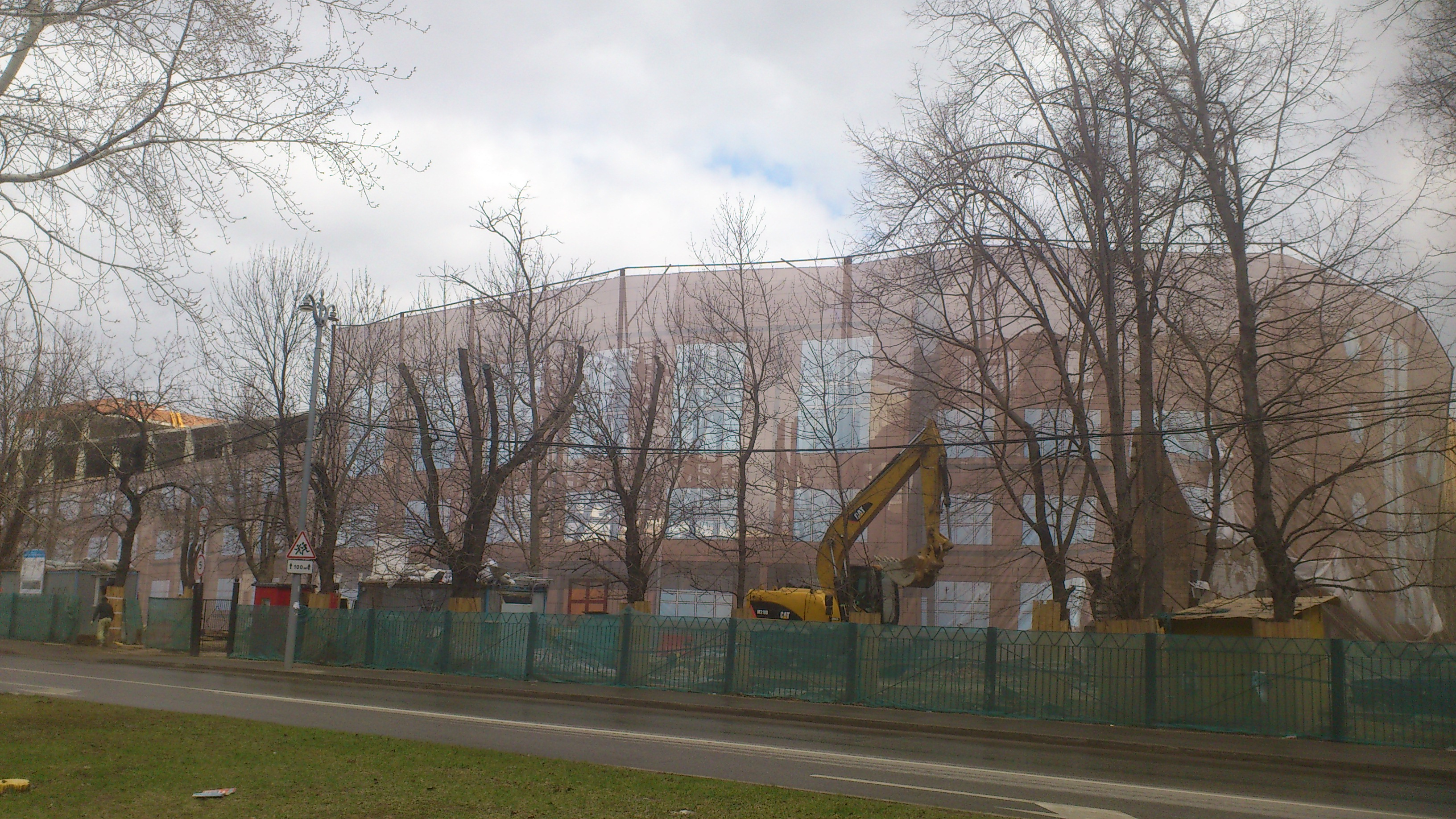
В ходе реконструкции, апрель 2015

Здание школы построено в 1933—1935 годах по индивидуальному проекту архитектора И. А. Звездина (в тот же период он построил похожую школу № 518 на Садовнической набережной). Этот проект в те годы был опубликован во многих периодических изданиях. В порядке эксперимента, здание было сооружено из искусственных известково-шлако-диамитовых камней. В целом, здание построено в конструктивистском стиле с характерной асимметрией и разнообразными по форме окнами. В то же время школа имеет небольшое количество декоративных элементов: тяг и карнизов. Первоначальный проект Звездина не был полностью реализован: от строительства второй очереди отказались, а возведённый корпус имел отличия от задумки архитектора. Отказались и от установки скульптуры у бокового фасада.
В начале 1950-х годов критики относились к конструктивистскому проекту школы достаточно прохладно: «… можно указать школу по Новопетровской ул. в Москве с нарочито подчёркнутыми обнажёнными плоскостями, безкарнизным завершением стены, сухими вертикалями ленточных оконных проёмов, мало выразительными рамочками общей асимметрией объёмно-пространственного построения. Сухой и монотонный, лишённый пластичности, облик этого здания совершенно не соответствует его назначению».
С 2001 года, после того как школа переехала в новый корпус, старое здание стояло в запустении. Его зачастую использовали бездомные в качестве ночлега. В 2008 году было принято решение о реконструкции старого здания, однако работы долгое время не начинались. В 2010 году в здании произошёл пожар, в результате чего пострадали центральные части второго и третьего этажей, чердак и частично первый этаж. Для школьного музея в новом здании выделили одну небольшую комнату, куда удалось перенести только наиболее ценные экспонаты. Часть экспонатов остались в старом здании и пришли в негодность.
В сентябре 2014 года начались работы по реконструкции здания. При этом проводился снос стен и перекрытий, что вызвало возмущение градозащитников. Согласно планам, предполагалось сохранить только стены школы. Перекрытия и внутренние помещения планировалось отстроить заново. Весной 2015 года координатор движения «Архнадзор» Андрей Новичков сообщил, что старое здание гимназии фактически полностью снесено, и не сохранились даже стены. На его месте возводится бетонный новодел. По данному факту Министерство культуры начало внеплановую проверку. В мае 2016 года была проведена итоговая проверка, которая установила, что выявленные нарушения были устранены.
В 2016 году реконструкция здания была завершена, после чего оно было передано Университету Правительства Москвы . Площадь здания была увеличена до 7,6 тыс. м², оно рассчитано на 650 учащихся.

## Положение в рейтингах
Гимназия № 201 дважды входила в рейтинг лучших школ Москвы, составленных департаментом образования по результатам образовательной деятельности:
| Год   | 2011 | 2012 | 2013 | 2014 | 2015 | 2016 | 2017 | 2018 |
| ----- | ---- | ---- | ---- | ---- | ---- | ---- | ---- | ---- |
| Место | —    | —    | 320  | 331  | —    | —    | —    | —    |

## Преподавательский коллектив

##### Директора
- Анна Ивановна Шестова (1918—1928)[7];
- Иван Дмитриевич Устюжанин (1928—1930)[7];
- Николай Васильевич Кириков (1930—1960)[8];
- Николай Александрович Борисов (1960—1986)[8];
- Юрий Александрович Коломиец (1986—2008)[19];
- Елена Викторовна Подольская (2008—2019)[19].
- Абрамов Борис Александрович (2019-2023);
- Панова Марина Викторовна (2023 по настоящее время).

##### Звания заслуженный учитель Российской Федерации были удостоены
директора школы: Николай Васильевич Кириков и Николай Александрович Борисов
завучи школы: Николай Васильевич Васильев, Нина Васильевна Красильщикова, Людмила Сергеевна Косова, Лидия Константиновна Гакова
учителя школы: Мария Дмитриевна Сосницкая, Вера Сергеевна Новоселова, Анастасия Васильевна Чегурова, Вера Александровна Дьяконова, Зинаида Николаевна Кулакова, Тамара Петровна Саулина, Мария Тарасовна Черткова, Искра Андреевна Лизогубова-Цаль, Георгий Михайлович Черных, Геннадий Алексеевич Ходателев, Галина Юрьевна Михайлова

##### Звание «Отличник народного просвещения» присвоено
Валентине Андриановне Коряевой, Ирине Давидовне Мнацакановой, Галине Ивановне Комовой, Людмиле Михайловне Бабич, Земе Ефимовне Негримовской,  Нине Васильевне Куликовой, Галине Федоровне Пшеничной.
Большинство преподавателей гимназии имеют звания «Отличник народного просвещения», «Учитель — методист», а также являются победителями конкурса «Учитель года».